# Seleção Dominiquense de Handebol Masculino
A Seleção Dominiquense de Handebol Masculino representa Dominica nas competições internacionais de handebol organizadas pela Confederação da América do Norte e do Caribe de Handebol (NACHC), pela Federação Internacional de Handebol (IHF) e pelo Comitê Olímpico Internacional (COI), e é governada pela Dominica Handball Association.

## Histórico
A Associação de Handebol de Dominica é membro da IHF desde 2011 e da NACHC desde 2019. A equipe nacional ainda está em desenvolvimento e participou de seu primeiro torneio internacional em 2019, quando competiu no Campeonato de Nações Emergentes da América do Norte e do Caribe da IHF  e terminou na 9ª (nona) posição entre doze equipes. Nesse torneio para países em desenvolvimento de handebol na América do Norte e no Caribe, organizado pela IHF, eles perderam na fase preliminar para o Canadá (15-48) e para Porto Rico (19-51). Na rodada de classificação, eles venceram São Cristóvão e Névis (31-28), Barbados (39-30) e Trinidad e Tobago (22-17).

## Competições

### Campeonato de Nações Emergentes da América do Norte e do Caribe da IHF
| Ano   | Fase                | Posição | JG | V | E | D | GF  | GS  | DF  |
| ----- | ------------------- | ------- | -- | - | - | - | --- | --- | --- |
| 2019  | Disputa do 9º lugar | 9º      | 5  | 3 | 0 | 2 | 126 | 174 | -48 |
| Total | 1/1                 | -       | 5  | 3 | 0 | 2 | 126 | 174 | -48 |